# انتخابات مجلس الأمن التابع للأمم المتحدة 1959
أُجريت انتخابات مجلس الأمن التابع للأمم المتحدة لعام 1959 في الفترة ما بين 12 أكتوبر و12 ديسمبر خلال الدورة الرابعة عشرة للجمعية العامة للأمم المتحدة، التي عقدت في مقر الأمم المتحدة في مدينة نيويورك. انتخبت الجمعية العامة ثلاثة أعضاء من خلال التشاور مع الرئيس، كأعضاء غير دائمين في مجلس الأمن التابع للأمم المتحدة لمدة عامين تبدأ في 1 يناير 1960.

## القواعد
كان مجلس الأمن يضم 11 مقعدا، يشغلها خمسة أعضاء دائمين وستة أعضاء غير دائمين قبل عام 1967. وفي كل عام، يتم انتخاب نصف الأعضاء غير الدائمين لمدة عامين. ولا يجوز للعضو الحالي أن يترشح على الفور لإعادة انتخابه.

## النتيجة
في هذا الوقت، كان عدد الدول الأعضاء في الأمم المتحدة 81 دولة. وكان هناك خمسة مرشحين لثلاثة مقاعد. في اجتماع 12 أكتوبر 1959، اقترح رئيس الجمعية العامة للأمم المتحدة منح مقعدين للإكوادور وسيلان، وهو الاقتراح الذي وافقت عليه الجمعية. تم نقل المزيد من المناقشات حول ترشيحي تركيا وبولندا إلى يوم آخر.

### اليوم الأول
أُجريت جولات الاقتراع الثلاث عشرة الأولى في 12 أكتوبر 1959 في الجلسة العامة ال825 للجمعية العامة. اختيرت الإكوادور وسيلان في الجولة الأولى، ولم يتبق سوى مقعد غير دائم واحد شاغرًا. وبما أن بولندا وتركيا كانتا الدولتين اللتين حصلتا على أكبر عدد من الأصوات المتنافسة على المقعد الآسيوي، وفقًا للقواعد، فستبدأ جولات متتالية من التصويت المقيد. وفي هذه الجولات، لا يمكن التصويت إلا على الدولتين اللتين حصلتا على أكبر عدد من الأصوات في الجولة السابقة (بولندا وتركيا)، وأي أصوات أخرى تعتبر باطلة. وبعد فشل جولات التصويت الثلاث عشرة في التوصل إلى نتيجة انتخابية، رفع الاجتماع.
| الدولة            | الجولة الأولى | الجولة الثانية | الجولة الثالثة | الجولة الرابعة | الجولة الخامسة | الجولة السادسة | الجولة السابعة | الجولة الثامنة | الجولة التاسعة | الجولة العاشرة | الجولة الحادية عشر | الجولة الثانية عشر | الجولة الثالثة عشر |
| ----------------- | ------------- | -------------- | -------------- | -------------- | -------------- | -------------- | -------------- | -------------- | -------------- | -------------- | ------------------ | ------------------ | ------------------ |
| الإكوادور         | 77            | –              | –              | –              | –              | –              | –              | –              | –              | –              | –                  | –                  | –                  |
| سيلان             | 72            | –              | –              | –              | –              | –              | –              | –              | –              | –              | –                  | –                  | –                  |
| بولندا            | 46            | 43             | 45             | 46             | 46             | 46             | 48             | 47             | 48             | 47             | 45                 | 46                 | 46                 |
| تركيا             | 36            | 38             | 36             | 35             | 34             | 34             | 33             | 34             | 33             | 34             | 35                 | 36                 | 34                 |
| بورما             | 1             | –              | –              | –              | –              | –              | –              | –              | –              | –              | –                  | –                  | –                  |
| كندا              | 1             | –              | –              | –              | –              | –              | –              | –              | –              | –              | –                  | –                  | –                  |
| ممتنعون           | 0             | 0              | 0              | 0              | 0              | 0              | 0              | 0              | 0              | 0              | 0                  | 0                  | 0                  |
| أصوات غير صالحة   | 0             | 0              | 0              | 0              | 0              | 0              | 0              | 0              | 0              | 0              | 0                  | 0                  | 0                  |
| الأغلبية المطلوبة | 54            | 54             | 54             | 54             | 54             | 54             | 54             | 54             | 54             | 54             | 54                 | 54                 | 54                 |
| أوراق الاقتراع    | 81            | 81             | 81             | 81             | 81             | 81             | 81             | 81             | 81             | 81             | 81                 | 81                 | 81                 |

### اليوم الثاني
وأجريت جولات الاقتراع الإثنتي عشرة التالية في 13 أكتوبر 1959 في الجلسة العامة ال826 للجمعية العامة.

### اليوم الثالث
وأجريت جولات الاقتراع الست التالية في 19 أكتوبر 1959 في الجلسة العامة ال827 للجمعية العامة.

### اليوم الرابع
وأجريت جولات الاقتراع الست التالية في 3 نوفمبر 1959 في الجلسة العامة ال830 للجمعية العامة.

### اليوم الخامس
وأجريت جولات الاقتراع الست التالية في 17 نوفمبر 1959 في الجلسة العامة ال835 للجمعية العامة.

### اليوم السادس
وأجريت جولات الاقتراع الست التالية في 1 ديسمبر 1959 في الجلسة العامة ال839 للجمعية العامة.

### اليوم السابع
وأجريت الجولة الأخيرة من الاقتراع في 12 ديسمبر 1959 في الجلسة العامة ال845 للجمعية العامة. وخلال هذه الجولة، تمكنت الجمعية العامة من المصادقة على الاتفاق. صرح الرئيس بأن "بولندا ستكون في هذا الوقت المرشح الوحيد للانتخاب كعضو غير دائم في مجلس الأمن، وفي حالة انتخابها، ستعمل بهذه الصفة خلال عام 1960. وكجزء لا يتجزأ من الاتفاق الذي تم التوصل إليه، ستنسحب بولندا من المجلس في 31 ديسمبر 1960. وهذا يعني أن... تركيا ستكون المرشح الوحيد لملء المنصب الشاغر الذي سينشأ على هذا النحو في المجلس والعمل كعضو غير دائم خلال عام 1961. وبذلك حصلت بولندا على 71 صوتا.

## روابط خارجية
- وثيقة الأمم المتحدة A/59/881 مذكرة شفوية من البعثة الدائمة لكوستاريكا تحتوي على سجل لانتخابات مجلس الأمن حتى عام 2004